# ボフスラフ・ソボトカ
ボフスラフ・ソボトカ（Bohuslav Sobotka、1971年10月23日 - ）は、チェコ共和国の政治家。チェコ社会民主党党首。首相、副首相、財務大臣を歴任した。
チェコ南部ブルノ近郊の町テリニツェに生まれる。1995年、マサリク大学卒業。1996年の下院選挙で南モラヴィア州選挙区から立候補し初当選。2002年より2006年まで財務大臣。
2010年6月の下院選挙で政権復帰に失敗したイジー・パロウベクの辞任を受けて、チェコ社民党の党首代行に就任した。
2013年チェコ議会下院選挙で社民党が50議席を獲得し、第一党となり、2014年1月、新党ANO 2011とキリスト教民主同盟＝チェコスロバキア人民党と連立を組み、首相に就任することになった。その後は比較的安定した支持率を保っていたが、ソボトカの政敵で財務大臣のアンドレイ・バビシュに醜聞が持ち上がったことをきっかけに2017年5月2日、内閣総辞職を表明。同年10月20、21日の総選挙ではバビシュ率いるANO 2011に敗北し、11月29日に首相を辞任、12月13日に退任。